# Felix Reitter
Felix Reitter (Innsbruck, 11 aprile 2004) è un giocatore di football americano austriaco, di ruolo wide receiver.
Ha sempre giocato nei Tirol Raiders, ad eccezione degli anni di high school passati negli Stati Uniti d'America.
Gioca sia nel campionato austriaco che nel campionato semiprofessionistico ELF.